# Tiñana
Tiñana es una parroquia del concejo de Siero, en el Principado de Asturias (España). Alberga una población de 997 habitantes (INE 2011) en 426 viviendas. Ocupa una extensión de 6,89 km².
Está situada en la zona centrooccidental del concejo, y limita al noreste, con la parroquia de Hevia; al norte, con las de Granda,  Barreda y Argüelles; al noreste, con la de Noreña, en el concejo homónimo; al este, con las de Hevia y Santa Marina de Cuclillos; al sur con San Julián de Box (concejo de Oviedo)  y al suroeste y oeste, con la de Limanes. El Testamento de Alfonso III, recogido en España sagrada, del P. Flórez, señala que Don Pelagius, fundador del reino astur tenía fundos en la zona.
Es conocida por el gran número de llagares que se encuentran en sus tierras, siendo frecuentes las espichas en la zona.[cita requerida]
También se encuentra en la parroquia el castro del Castiello.
Tiñana además da nombre a un apellido de origen español, aparecido a principios del siglo XX, siendo al parecer único en España.

## Etimología
Según el sacerdote y lingüista Edelmiro Bascuas, este topónimo, ya registrado en el año 859 como "Teneiana", estaría formado a partir de la base paleoeuropea *tin-, derivada de la raíz hidronímica indoeuropea *tā- "derretirse, fluir".
Al margen de esta conjetura, tras la pacificación del territorio por los romanos tras las guerras astur-cántabras, se fueron creando las llamadas villae como nueva organización de explotación agrario-ganadera; en Asturias, solían ser de pequeñas dimensiones, para el autoabastecimiento, y las mismas solían llevar el nombre de su dueño o posessor que habitualmente eran astures que tomaban los nombres en latín y adoptaban costumbres de los romanos. Al nombre del dueño se le añadía la terminación -ana. Así del nombre Tinius o Tennius derivaria el nombre Villa Tini-ana o Tenni-ana. Del mismo modo que el lugar de la parroquia denominado Fozana derivaría de la posesión de Facius, Villa Fauci-ana. El término "Villa de Tiñana" se mantiene en el tiempo, al igual que este sistema de propiedad que se mantiene durante el débil control visigodo de Asturias y parte de la Edad Media. Siendo, por lo tanto, esta teoría la de mayor peso en la actualidad, el origen del nombre de Tiñana tiene un origen latino: el nombre de su propietario un indígena romanizado.

## Poblaciones
Según el nomenclátor de 2011 la parroquia está formada por las poblaciones de:
- Fonciello (aldea): 180 habitantes.
- Fozana (aldea): 211 habitantes.
- Fueyo (Ḥueyo en asturiano y oficialmente[8]) (aldea): 171 habitantes.
- Meres (lugar): 279 habitantes.
- San Juan Obispo (San Xuan del Obispo) (aldea): 31 habitantes.
- Urbanización Palacio de Meres (Urbanización Palacio de Meres / Fontemera) (urbanización): 125 habitantes.

No existe ninguna entidad que se llame oficialmente Tiñana, aunque el lugar donde se encuentra la iglesia parroquial es conocido por ese nombre. Dicha iglesia, del siglo XVIII conserva algún que otro resto románico. Está dedicada a Nuestra Señora de la Visitación, aunque en la actualidad se la conoce como Santa María de Tiñana.[cita requerida]

## Fiestas
- La fiesta principal es en julio y se celebra en honor de Nuestra Sra. de la Visitación.
- En el mes de junio se celebra la fiesta de San Antonio, donde los feligreses ofrecen ofrendas al santo y luego se subastan.
- En San Juan del Obispo se celebra la famosa romería de La Virgen de La Cabeza.
- Antiguamente en mayo se celebraba una misa en una capilla privada (En el Campo de Baiña) en honor de San Isidro Labrador, patrón de los agricultores.

```
 
FUENTES
```

Cabe hacer mención a la cantidad de fuentes que existen en Tiñana por ser un bien preciado al que no le damos importancia.
Entre ellas vamos a mencionar las siguientes
-.EN FUEYO
```
-FUENTE DE TIÑANA. Situada en el centro próxima a la iglesia. En su día fue lavadero con techo de cinz. Actualmente solo se conserva la fuente.
-FUENTE DE FAEO. Funcionaba más bien como abrevadero para los animales. Actualmente está casi perdida debido a la construcción  de la nueva carretera a Buenavista.
-FUENTE SANTA. Fue también lavadero.Posee un gran caudal formando junto con las aguas del río Pielgo un riachuelo que hace de  límite con la parroquia de Santa Marina de Cuclillos. También abastece mediante canalización a parte de los vecinos de Meres. Actualmente es un  lugar casi inaccesible.
-EL PELAME. Restaurada recientemente. Consta de fuente y abrevadero. En la víspera de San Juan es engalanada por los vecinos  (mayoritariamente los de Meres).
-EL PERALIN. Es la ubicada más al sur en un idílico lugar haciendo frontera con Santa Marina de Cuclillos. Esta fuente fue la primera que se  canalizó en el año 1960 para dar agua a los vecinos de Fueyo y algunos de Fozana de Abajo.
```

```
.-EN FOZANA
```

```
-FUENTE EL RESPIN. Situada en el paraje del Castru. Actualmente sirve para abastecer a los vecinos de Fozana.
-EL XORDAN. Más bien sirve como abrevadero de ganado.
-EL MARCO. Al igual que la anterior sirve como abrevadero. Situada en el camino que va hacia La Reguera.
-EL CARRICEO. Fue lavadero en su día. Actualmente está medio abandonada.
-EL FERRADAL. Tenía lavadero con techo. Ahora a su lado existe un sondeo que abastece a los vecinos.
-LA MONXA. Se conserva bastante bien. Se encuentra en un precioso castañeu cerca del barrio de Pando.
-FUENTE DEL SAPU. Con las obras de la carretera a Buenavista también se perdió.
-DE LA ZARRICA. Dejo esta en último lugar por su gran caudal de agua y ya que daba origen a multitud de molinos de grano entre los  que podemos citar: Molín de Galán (Victor del Castru), el de Franciscón de Regina, Florín de Cencio, Sabelucu, María Miro y alguno  más.Por desgracia no funciona ninguno.
 De sus sobrantes, se canalizaron sus aguas para abastecer a los vecinos.
```

```
 EN MERES hago mención a la FUENTE FANXUL  y a la FUENTE MERA, que da origen a la Avda, de dicho nombre junto a la urbanización  Palacio de Meres.
```